# Mystikal
Mystikal, de son vrai nom Michael Lawrence Tyler, né le 22 septembre 1970 à La Nouvelle-Orléans, Louisiane, est un rappeur américain.

## Biographie
Avant de commencer sa carrière de rappeur, Mystikal était militaire dans l'armée américaine. En rentrant de l'armée, il sort son premier album, Mystikal en 1995. Ce premier opus sera réédité dans la même année sous le nom de Mind of Mystikal.
En 1996, Mystikal signe chez No Limit Records, le label de Master P, et sort l'année suivante le désormais classique Unpredictable, album qui atteint la troisième place du Billboard 200. En 1998, Mystikal publie son troisième album Ghetto Fabulous, presque autant acclamé que son prédécesseur. Malgré le succès de sa collaboration avec No Limit Records, Mystikal quittera le label en 1999 sans pour autant réduire son activité puisque son quatrième album Let's Get Ready sortira à peine un an plus tard.
Mystikal publie un nouvel album en 2001, Tarantula, qui contient le single à succès Bouncin' Back (Bumpin' Me Against The Wall). L'album est bien accueilli par la presse spécialisée et nommé pour un Grammy Award dans la catégorie « meilleure chanson rap » en 2003, et Mystikal est nommé dans la catégorie de meilleure performance rap de l'année. Mystikal participe aussi à la chanson Move Bitch de Ludacris et I Don't Give a Fuck de Lil Jon and the East Side Boyz avec Krayzie Bone, en 2002. En 2003, il joue dans le film 13 Dead Men. Le 15 janvier 2004, il est condamné à six ans de prison.
Mystikal participe à un concert au Mahalia Jackson Theater of the Performing Arts le Mardi Gras, du 16 février 2010. La première chanson de Mystikal après sa sortie de prison est intitulée I Don't Like You avec Fiend. Quelques semaines plus tard, Lloyd publient Set Me Free en featuring avec Mystikal. Le clip de la chanson est publié le 18 mai 2010 et tourné à La Nouvelle-Orléans, dans les quartiers de Calliope Projects.
Le 13 décembre 2011, il signe sur le label Cash Money Records. Birdman, propriétaire du Label, a déclaré : « C'est un honneur d'avoir l'opportunité de travailler avec Mystikal, nous avons une longue histoire ensemble. Il est maintenant un meilleur artiste et son talent, combiné avec notre travail dur et notre forte équipe va donner quelques résultats meilleurs dans sa musique et dans sa carrière ».

## Affaire judiciaire
Le 19 janvier 2004, le rappeur américain est condamné à six ans de prison après avoir plaidé coupable pour le viol filmé de sa coiffeuse. Il l'accusait d'avoir volé pour 80 000 dollars de chèques. Ses deux gardes du corps sont condamnés quant à eux d'une peine de trois et quatre ans de prison. Mystikal est libéré le 21 janvier 2010 avec une période de probation de cinq ans.

## Rivalité
Au milieu des années 1990, Mystikal est violemment pris à partie par le groupe U.N.L.V. et leur morceau Drag 'Em in the River ainsi que par les B.G.'z (Fuck Big Boy). Dans le morceau Beware, sur l'album Mind of Mystikal, Mystikal règle ses comptes avec ses détracteurs.

## Vie privée
Sa sœur Michelle a été assassinée par son copain à l'anniversaire de Mystikal. Ce dernier lui a dédié plusieurs morceaux comme Murderer, Dedicated to Michelle Tyler sur l'album Mind of Mystikal, Murder 2 et Shine sur Unpredictable ou encore Murder III sur Let's Get Ready.

## Discographie

### Albums
- 1995 : Mystikal
- 1995 : Mind of Mystikal
- 1997 : Unpredictable
- 1998 : Ghetto Fabulous
- 1999 : Ghetto Fabulous [Clean]
- 2000 : Let's Get Ready
- 2000 : Let's Get Ready [Clean]
- 2001 : Tarantula [Clean]
- 2001 : Tarantula
- 2004 : Prince of the South... The Hits
- 2004 : Prince of the South... The Hits [Clean]
- 2004 : Chopped and Screwed

### Singles
- 1995 : Ya'll Ain't Ready for This
- 1997 : Ain't No Limit
- 1999 : Neck Uv Da Woods
- 2000 : Shake Ya Ass
- 2000 : Danger (Been So Long)
- 2001 : Bouncin' Back (Bumpin' Me Against the Wall)
- 2004 : Oochie Pop
- 2011 : Original
- 2012 : Bullshit